# Campeonato Mundial de Halterofilismo de 2017 - Até 53 kg feminino
A categoria até 53 kg feminino foi um evento do Campeonato Mundial de Halterofilismo de 2017, disputado no Centro de Convenções Anaheim, em Anaheim, nos Estados Unidos, entre 29 e 30 de novembro de 2017. 

## Calendário
Horário local (UTC-8) 
| Dia            | Horário | Fase    |
| -------------- | ------- | ------- |
| 29 de novembro | 08:55   | Grupo B |
| 30 de novembro | 17:25   | Grupo A |

## Medalhistas
| Evento    | Ouro                 | Ouro   | Prata                    | Prata  | Bronze                   | Bronze |
| --------- | -------------------- | ------ | ------------------------ | ------ | ------------------------ | ------ |
| Arranque  | Sopita Tanasan (THA) | 96 kg  | Kristina Şermetowa (TKM) | 91 kg  | Joanna Łochowska (POL)   | 87 kg  |
| Arremesso | Sopita Tanasan (THA) | 114 kg | Hidilyn Diaz (PHI)       | 113 kg | Kristina Şermetowa (TKM) | 113 kg |
| Total     | Sopita Tanasan (THA) | 210 kg | Kristina Şermetowa (TKM) | 204 kg | Hidilyn Diaz (PHI)       | 199 kg |

## Recordes
Antes desta competição, o recorde mundial da prova era o seguinte:
| Recorde         | Tipo      | Atleta                   | Peso   | Local     | Data                   |
| Recorde Mundial | Arranque  | Li Ping (CHN)            | 103 kg | Guangzhou | 14 de novembro de 2010 |
| Recorde Mundial | Arremesso | Zulfiya Chinshanlo (KAZ) | 134 kg | Almaty    | 10 de novembro de 2014 |
| Recorde Mundial | Total     | Hsu Shu-ching (TPE)      | 233 kg | Incheon   | 21 de setembro de 2014 |

## Resultado
Os resultados foram os seguintes. 
| Pos.              | Atleta                         | Grupo | Arranque (kg) | Arranque (kg) | Arranque (kg) | Arranque (kg)     | Arremesso (kg) | Arremesso (kg) | Arremesso (kg) | Arremesso (kg)    | Total |
| Pos.              | Atleta                         | Grupo | 1             | 2             | 3             | Resultado         | 1              | 2              | 3              | Resultado         | Total |
| ----------------- | ------------------------------ | ----- | ------------- | ------------- | ------------- | ----------------- | -------------- | -------------- | -------------- | ----------------- | ----- |
| Medalha de ouro   | Sopita Tanasan (THA)           | A     | 91            | 94            | 96            | Medalha de ouro   | 110            | 114            | 117            | Medalha de ouro   | 210   |
| Medalha de prata  | Kristina Şermetowa (TKM)       | A     | 88            | 91            | 91            | Medalha de prata  | 109            | 111            | 113            | Medalha de bronze | 204   |
| Medalha de bronze | Hidilyn Diaz (PHI)             | A     | 85            | 86            | 90            | 5                 | 110            | 113            | 115            | Medalha de prata  | 199   |
| 4                 | Supattra Kaewkhong (THA)       | A     | 83            | 86            | 87            | 4                 | 107            | 111            | 114            | 4                 | 198   |
| 5                 | Joanna Łochowska (POL)         | A     | 87            | 89            | 89            | Medalha de bronze | 108            | 111            | 115            | 5                 | 198   |
| 6                 | Kanae Yagi (JPN)               | A     | 83            | 85            | 85            | 6                 | 107            | 110            | 112            | 7                 | 195   |
| 7                 | Caitlin Hogan (USA)            | A     | 83            | 86            | 87            | 7                 | 102            | 106            | 111            | 6                 | 194   |
| 8                 | Ana Gabriela López (MEX)       | B     | 80            | 83            | 86            | 8                 | 98             | 98             | 101            | 11                | 184   |
| 9                 | Letícia Laurindo (BRA)         | A     | 80            | 80            | 87            | 11                | 103            | 103            | 107            | 8                 | 183   |
| 10                | Atenery Hernández (ESP)        | B     | 80            | 83            | 83            | 10                | 100            | 100            | 103            | 10                | 183   |
| 11                | Yenny Sinisterra (COL)         | B     | 78            | 81            | 84            | 9                 | 95             | 100            | 104            | 13                | 181   |
| 12                | Roilya Ranaivosoa (MRI)        | B     | 75            | 78            | 80            | 13                | 95             | 100            | 100            | 17                | 178   |
| 13                | Khumukcham Sanjita Chanu (IND) | B     | 77            | 80            | 80            | 14                | 95             | 100            | 104            | 14                | 177   |
| 14                | Giorgia Russo (ITA)            | B     | 72            | 75            | 77            | 16                | 100            | 100            | 105            | 15                | 175   |
| 15                | Sarah Øvsthus (NOR)            | B     | 75            | 78            | 80            | 12                | 96             | 96             | 100            | 18                | 174   |
| 16                | Katrine Bruhn (DEN)            | B     | 71            | 74            | 76            | 15                | 89             | 89             | 93             | 20                | 169   |
| 17                | Fraer Morrow (GBR)             | B     | 69            | 72            | 72            | 17                | 87             | 90             | 94             | 19                | 163   |
| 18                | Rachel Hayes (ISR)             | B     | 66            | 69            | 69            | 18                | 85             | 88             | 89             | 21                | 151   |
| —                 | Yoon Jin-hee (KOR)             | A     | 85            | 85            | 89            | —                 | —              | —              | —              | —                 | —     |
| —                 | Trần Thị Mỹ Dung (VIE)         | A     | 86            | 87            | 89            | —                 | 100            | 105            | 105            | 12                | —     |
| —                 | Rosane Santos (BRA)            | A     | 88            | 88            | 90            | —                 | 100            | 100            | 107            | 16                | —     |
| —                 | Ngô Thị Quyên (VIE)            | B     | 75            | 75            | 75            | —                 | 95             | 100            | 103            | 9                 | —     |
| DSQ               | Hsu Shu-ching (TPE)            | A     | 90            | 93            | 95            | —                 | —              | —              | —              | —                 | —     |